# Portrait of a Lady
Portrait of a Lady (englisch für ‚Das Porträt einer Dame‘) ist ein US-amerikanisch-britisches Filmdrama aus dem Jahr 1996. Die Hauptrollen spielen Nicole Kidman und John Malkovich. Romanvorlage war Bildnis einer Dame von Henry James aus dem Jahr 1881.

## Handlung
Die Amerikanerin Isabel Archer fährt im Jahr 1872 mit ihrer Tante nach Europa, um ihre Freiheit zu genießen und zu reisen. Sie hält sich zuerst bei ihren Verwandten in England auf. Dort bekommt sie vom englischen Lord Warburton und von Caspar Goodwood, einem amerikanischen Industriellen, Heiratsanträge, die sie jedoch ablehnt. Zwischen ihrem kranken Cousin Ralph Touchett und ihr entwickelt sich eine Freundschaft. Er bewundert ihren Drang nach Unabhängigkeit und ihre Sehnsucht, die Welt kennenzulernen – Gründe für die Ablehnung der Heiratsanträge.
Auf dem Gut ihres Onkels lernt sie auch Madame Serena Merle kennen und bewundern. Die angebliche Witwe spielt hervorragend Klavier und scheint unabhängig und weltoffen, so wie es sich Isabel wünscht.
Nach dem Tod ihres Onkels erbt sie eine beträchtliche Summe, die Unabhängigkeit und Reisen ermöglicht.
Bei ihrem Aufbruch nach Florenz wird Isabel von Madame Merle begleitet. Auch die verwitwete Tante und Cousin Ralph Touchett reisen dahin, denn die Touchetts haben dort ein Haus. Auch Caspar Goodwood, immer wieder abgewiesen, taucht dort auf.
Madame Merle bietet dem Amerikaner Gilbert Osmond, einem Bohemian und Nihilisten, mit dem sie offensichtlich eng bekannt ist, die wohlhabende Isabel als Heiratsobjekt an. Sie vermittelt die Bekanntschaft. Auf Grund von Osmonds zur Schau gestellter freien Lebensweise und negativen Haltung zu Etikette und gesellschaftlichen Zwängen hat er Erfolg bei Isabel. Trotz der Warnung von Ralph Touchett, dass Isabel bei Gilbert Osmonds Kleingeistigkeit statt in der Welt in einem Käfig landen könnte, heiratet sie ihn. Das Paar zieht nach Rom.
Osmond hat die fast erwachsene Tochter Pansy, die bisher in einer Klosterschule erzogen wurde und nun bei ihm lebt. Pansy ist auf den Willen ihres Vaters abgerichtet. Wenn er nicht da ist, darf sie nicht einmal in den Garten. Er will sie vorteilhaft verheiraten. Der wohlhabende Edward Rosier, den Pansy liebt, ist ihm nicht bedeutend genug. Isabel leidet still unter dieser Haltung und der lieblosen Beziehung zu Osmond, ohne sich das einzugestehen. Als Lord Warburton, dessen Heiratsantrag Isabel nicht gefolgt war, in Rom auftaucht und scheinbar Interesse für Pansy zeigt, möchte Osmond, dass Isabel dies vermittelt. Doch Lord Warburton reist ab. Osmond und Madame Merle machen Isabel Vorwürfe, wohl die Heirat aus Eifersucht hintertrieben zu haben. Osmond wird gar gewalttätig.
Dann erfährt Isabel, dass Ralph Touchett, dessen Tuberkulose-Erkrankung immer heftiger wurde, in England auf dem Sterbebett liegt. Isabel will zu ihm fahren, Osmond möchte das nicht. Dieser Loyalitätskonflikt in Isabel wird entschieden, als Isabel von Osmonds Schwester, die dieser verachtet, erfährt, dass Pansy nicht die Tochter von Osmonds verstorbener Frau, sondern von seiner Geliebten Madame Merle ist. Isabel verabschiedet sich von Pansy, die wieder von ihrem Vater in die Klosterschule gesteckt wurde. Sie bietet ihr an, sie zu begleiten. Doch Pansy, obwohl sie unter dem Leben in der Klosterschule leidet, hält an ihrem Lebensgrundsatz, dem Vater nicht zu missfallen, fest. Von Madame Merle erfährt Isabel, obwohl sie die Begegnung im Regen abwehrt, dass Ralph Touchett es war, der ihr die Erbschaft von seinem Vater verschafft hatte.
In England kann sie Ralph nur noch ihre Liebe gestehen. Ralph war der Wohltäter aus der Ferne geblieben und das, obwohl er Isabel liebte, weil er immer um sein frühes Ende wusste.
Nach der Beerdigung ist es Casper Goodwood, der ihr im Garten seine Liebe und Unterstützung, auch auf Anraten von Ralph, anbietet und sie gar küsst.
Isabel flieht zurück ins Haus. Kurz vor dem Betreten aber wendet sie sich um und blickt in den Garten zurück.

## Deutsche Fassung
Die deutsche Synchronfassung entstand bei Interopa Film GmbH, Berlin:
| Figur               | Darsteller         | Deutscher Sprecher       |
| ------------------- | ------------------ | ------------------------ |
| Isabel Archer       | Nicole Kidman      | Petra Barthel            |
| Gilbert Osmond      | John Malkovich     | Joachim Tennstedt        |
| Caspar Goodwood     | Viggo Mortensen    | Bernd Vollbrecht         |
| Edward Rosier       | Christian Bale     | David Nathan             |
| Gräfin Gemini       | Shelley Duvall     | Liane Rudolph            |
| Henrietta Stackpole | Mary-Louise Parker | Heidrun Bartholomäus     |
| Lord Warburton      | Richard E. Grant   | Tom Vogt                 |
| Madame Serena Merle | Barbara Hershey    | Kerstin Sanders-Dornseif |
| Mr. Touchett        | John Gielgud       | Friedrich W. Bauschulte  |
| Mrs. Touchett       | Shelley Winters    | Barbara Adolph           |
| Pansy Osmond        | Valentina Cervi    | Carola Ewert             |
| Ralph Touchett      | Martin Donovan     | Leon Boden               |

## Rezeption
Portrait of a Lady erhielt ein durchwachsenes Presseecho, was sich auch in den Auswertungen US-amerikanischer Aggregatoren widerspiegelt. So erfasst Rotten Tomatoes ähnlich viele wohlwollende wie kritische Besprechungen und ordnet den Film dementsprechend als „Gammelig“ ein. Laut Metacritic fallen die Bewertungen im Mittel „Gemischt oder Durchschnittlich“ aus.
James Berardinelli schrieb auf ReelViews, der Film zähle zur „Flut“ von auf historischen Romanen basierenden Filmen wie Der scharlachrote Buchstabe. Es sei schwierig, die Handlung eines über 600 Seiten starken Romans in ungefähr 100 Filmminuten unterzubringen. Die Leistungen der Regisseurin Jane Campion und der Drehbuchautorin Laura Jones seien daher „bewundernswert“ („admirable“). Berardinelli lobte das Spiel von Nicole Kidman und John Malkovich sehr.
Roger Ebert lobte in der Chicago Sun-Times vom 17. Januar 1997 die „glänzende“ („magnificent“) Darstellung von Barbara Hershey sowie das Spiel von Martin Donovan.

„Gediegene Adaption eines Romans von Henry James, der es jedoch nicht ganz gelingt, die Beweggründe ihrer Protagonisten zu verdeutlichen, sondern die sich wiederholt in artifizielle Stilisierungen flüchtet. Ein Film, der unterschiedlich aufgenommen werden kann: für die einen überlanges und auch langweilendes Kunstgewerbe, für andere ein opulenter Genuss.“

Jane Campion gewann auf dem Venedig-Filmfestival 1996 den Pasinetti-Preis für den Besten Film.
Barbara Hershey und die Kostümdesignerin Janet Patterson wurden im Jahr 1997 für den Filmpreis Oscar nominiert. Barbara Hershey wurde außerdem 1997 für den Golden Globe Award nominiert. Hershey und Martin Donovan gewannen 1997 den National Society of Film Critics Award. Beide wurden 1997 für den Chlotrudis Award nominiert. Hershey und Patterson gewannen 1996 den Los Angeles Film Critics Association Award. Patterson und Laura Jones wurden 1997 für den Golden Satellite Award nominiert.